# فرودگاه شهرستان وکسفورد
فرودگاه وکسفورد کانتی   (به انگلیسی: Wexford County Airport)  یک فرودگاه همگانی  با کد یاتا CAD است که یک باند فرود آسفالت دارد و طول باند آن ۱۵۲۴ متر است. این فرودگاه در  کشور ایالات متحده آمریکا قرار دارد و در ارتفاع ۳۹۸٫۴ متری از سطح دریا واقع شده است.